# Hans Wüst
Hans Wüst (* um 1936) ist ein ehemaliger deutscher Journalist, Buchautor und von 1955 bis 1960 Pressereferent der Christlich-Sozialen Union (CSU). Mit Letzterem war auch die Chefredaktion des Bayernkurier verbunden. Als Autor veröffentlichte er auch Erotik-Ratgeber unter dem Pseudonym Ernst Aranus.

## Vita
Wüst war vor 1955 Journalist der Süddeutschen Zeitung, seine Artikel wurden aber auch beispielsweise in den Ruhr-Nachrichten veröffentlicht. Wüst schrieb Artikel, die zunächst „sozialistisch orientiert“ waren, um dann als CSU-Pressesprecher und Chefredakteur des Bayern-Kuriers eine Wandlung zu durchlaufen. Tenor der vorliegenden Nachrichten zu Wüst ist aber, dass er sich zumindest bis 1963 in einer Nähe zu Franz Josef Strauß bzw. der CSU befand. Von Uslar bezeichnete Wüst als einen Freund von Strauß. Ende 1955 wurde Wüst Pressereferent der CSU, womit zum damaligen Zeitpunkt auch die Chefredaktion der Parteizeitung "Bayernkurier" verbunden war. Zwar war Hanns Seidel der damalige Parteivorsitzende, 1955 hätte die Partei jedoch unter faktischer Führung von Franz Josef Strauß gestanden. Dieser besetzte sodann wichtige Ämter mit Vertrauensleuten, zu dem neben dem Generalsekretär Fritz Zimmermann auch Hans Wüst gehörte. Als 1960 jedoch die bayerische Justiz wegen des Verdachtes der Kuppelei gegen Wüst ermittelte, musste er aus dem Amt ausscheiden. 1961 trat er in ein Wahlkampfsonderbüro der CDU des Kanzler-Referenten Franz Josef Bach ein. 1963 wird öffentlich, dass er Autor einer im Bayern-Kurier abgedruckten Schmähschrift gegen die Katholische Kirche war. Obwohl Strauß der Auftraggeber war, distanziert er sich später von Wüst.

## Werke

### Unter Hans Wüst
- 1957: Kurzbiografie Franz Josef Strauß
- 1965: Es steht ein Wirtshaus an der Lahn (Autorenschaft noch unklar)
- ?: Broschüre über Postleitzahlen (im Auftrag des Postministeriums)[3]

### Unter Ernst Aranus
- 1958: Die Untreue Vom Seitensprung zum Ehebruch (Probleme der Liebe)
- 1959: Liebe ohne Reue
- 1959: Herz voll Sünde
- 1959: Handbuch der Zärtlichkeit
- 1960: Hab mich lieb! – Das große Buch der Ehe